# Țmivka, Șepetivka
Țmivka (în ucraineană Цмівка) este un sat în comuna Mîhailiucika din raionul Șepetivka, regiunea Hmelnîțkîi, Ucraina.

## Demografie
Componența lingvistică a localității Țmivka
     Ucraineană (98,61%)
     Rusă (1,39%)
Conform recensământului din 2001, majoritatea populației localității Țmivka era vorbitoare de ucraineană (98,61%), existând în minoritate și vorbitori de rusă (1,39%).